# Peru International 2016
Die Peru International 2016 im Badminton fanden vom 14. bis zum 17. April 2016 in Lima statt.

## Sieger und Platzierte
| Disziplin    | Gold                            | Silber                       | Bronze                               |
| ------------ | ------------------------------- | ---------------------------- | ------------------------------------ |
| Herreneinzel | Ygor Coelho                     | Martin Giuffre               | Lino Muñoz                           |
| Herreneinzel | Ygor Coelho                     | Martin Giuffre               | Misha Zilberman                      |
| Dameneinzel  | Karin Schnaase                  | Iris Wang                    | Elisabeth Baldauf                    |
| Dameneinzel  | Karin Schnaase                  | Iris Wang                    | Kati Tolmoff                         |
| Herrendoppel | Adam Cwalina Przemysław Wacha   | Manu Attri B. Sumeeth Reddy  | Matijs Dierickx Freek Golinski       |
| Herrendoppel | Adam Cwalina Przemysław Wacha   | Manu Attri B. Sumeeth Reddy  | Adrian Liu Derrick Ng                |
| Damendoppel  | Johanna Goliszewski Carla Nelte | Heather Olver Lauren Smith   | Cristina Aicardi Judith Meulendijks  |
| Damendoppel  | Johanna Goliszewski Carla Nelte | Heather Olver Lauren Smith   | Eva Lee Paula Obanana                |
| Mixed        | Vitaliy Durkin Nina Vislova     | Evgeny Dremin Evgenia Dimova | Toby Ng Alexandra Bruce              |
| Mixed        | Vitaliy Durkin Nina Vislova     | Evgeny Dremin Evgenia Dimova | David Obernosterer Elisabeth Baldauf |